# Frederick John Inman
Frederick John Inman (Preston, Lancashire, 28 de Junho de 1935 — Londres, 8 de Março de 2007) foi um actor britânico nascido na Inglaterra. É mais conhecido pelo papel de Mr. Humphries na britcom Are You Being Served?

## Primeiros anos
Aos doze anos de idade, Inman mudou-se com os pais para Blackpool onde a sua mãe (Rawcliffe de solteira) dirigia uma pensão, enquanto o seu pai era dono de um cabeleireiro. Inman sempre quis ser actor, e os seus pais pagaram para ele ter aulas de elocução na igreja. Aos treze anos fez a sua estreia de palco no South Pier, de Blackpool.
Depois de deixar a escola, Inman foi trabalhar numa loja de roupas masculinas em Blackpool, e depois juntou-se a Austin Reed, em Londres. Mais tarde deixou Austin Reed e Londres para se tornar um artista cénico num teatro em Crewe, para assim poder ganhar o seu equity card, emitido pela British Actors' Equity Association. Inman fez a sua estreia no West End theatre na década de 1960, quando apareceu em Ann Veronica.

## Fama televisiva
Inman fez a sua estreia televisiva na sitcom Two In Clover, em 1970. Em 1972, David Croft convidou-o para participar numa Comedy Playhouse piloto, chamada Are You Being Served?. Continuou no elenco desta série na temporada de  1973. Inman representava o ridículo Mr. Wilberforce Claybourne Humphries, cuja máxima era "I'm free!" que rapidamente entrou nos ditos populares. Apesar da máxima e do personagem serem populares, Inman foi atacado por alguns grupos de defesa dos direitos dos homossexuais pelo que eles percebiam ser um retrato estereotipado dos homossexuais. de qualquer forma, tanto Inman como David Croft  determinaram que o personagem era só um "menino da mamã" e a sua orientação sexual nunca foi explicitada.
Are You Being Served? teve dez épocas até ao seu final, em 1985. Mr. Humphries rendeu a Inman o prémio de Personalidade Televisiva do Ano na BBC, em 1976 e foi votado como o homem mais divertido na televisão pelos leitores da TV Times. Entre 1980 e 1981, Inman também representou Mr. Humphries na versão australiana da série Are You Being Served?. Em 1992, cinco dos elementos do elenco de Are You Being Served?, incluindo Inman, reuniram-se na sitcom Grace & Favour, que decorreu em doze episódios até 1993.
Durante os treze anos que durou Are You Being Served?, Inman também apareceu em Take a Letter, Mr. Jones, uma sitcom de 1981 onde Inman representava Graham Jones, que era secretário de Joan Warner, o personagem de Rula Lenska, e Odd Man Out, uma sitcom de 1977. Em 1989, fez uma aparição de camafeu no filme The Tall Guy e, em 1999, apareceu em French & Saunders. Inman também fez tornées com os seus próprios espectáculos.

## Últimos anos
Depois do fim de Are You Being Served?, Inman tornou-se um dos mais conhecidos pantomime dame da nação e apareceu em mais de 40 pantominas por todo o Reino Unido. Em 2004, apareceu nas séries televisivas Doctors e Revolver.
Em 27 de Dezembro de 2005, oficializou na Conservatória de Westminster uma união de facto que mantinha com Ron Lynch, havia 35 anos.

## Doença e morte
Em 2001, Inman foi admitido no St Mary's Hospital em Paddington depois de ter dificuldades respiratórias e passou três dias nos cuidados intensivos.
Em dezembro de 2004, foi forçado a cancelar a aparição numa pantomina devido a uma infecção por hepatite A. Depois disso nunca mais trabalhou.
Inman morreu às primeiras horas de 8 de Março de 2007 devido a uma perfuração anal, aos 71 anos de idade, no St. Mary's Hospital, Paddington.